# Llengües valirianes
Les llengües valirianes són una família de llengües construïdes (llengües fictícies) usades en la sèrie de novel·les fantàstiques Cançó de gel i foc de George R. R. Martin, i la seva adaptacions televisives Joc de Trons i la Casa del Drac.
En les novel·les, s'esmenten sovint l'alt valirià i les llengües descendents d'aquest, encara que la seva estructura lingüística i el seu vocabulari no es desenvolupa més enllà d'algunes paraules. Per a l'adaptació televisiva, el lingüista David J. Peterson va crear un vocabulari i alguns paradigmes gramaticals per a l'«alt valirià», així com per a la llengua derivada coneguda com «valirià d'Astapor», inspirant-se en alguns fragments d'aquestes llengües reflectits en les novel·les.

## Alt valirià
Nyke Daenerys Jelmāzmo hen Targārio Lentrot, hen Valyrio Uēpo ānogār iksan. Valyrio muño ēngos ñuhys issa.
“Jo sóc Daenerys, Filla del Temporal, de la Casa de Targaryen, de la sang de l'Antiga Valíria. El valirià és la meva llengua materna.”
En el món fictici de Cançó de gel i foc, l'alt valirià ocupa un lloc cultural semblant al llatí a l'Europa medieval. Les novel·les ho descriuen com una llengua clàssica que no s'usa en la comunicació quotidiana, sinó que s'empra com a llengua culta en l'educació i és coneguda per la noblesa de Essos i Westeros (Ponent), existint una important tradició literària i bàrdica en valirià.

### Desenvolupament
Amb l'objectiu de crear el dothraki i les llengües valirianes en la forma parlada que apareix en Joc de Trons, HBO va seleccionar el lingüista David J. Peterson per mitjà d'una competició entre "constructors" de llengües (conlangers). Els productors van concedir àmplia llibertat a Peterson per a desenvolupar aquestes llengües, puix que segons Peterson, el mateix autor de les novel·les George R. R. Martin no s'interessava gaire en els aspectes lingüístics del treball del desenvolupador. Les novel·les ja publicades tan sols inclouen un grapat de paraules en «alt valirià», amb el cèlebre valar morghulis ('tots els homes han de morir'), valar dohaeris ('tots els homes han de servir') o dracarys ('foc de drac'). Per a la novel·la futura The Winds of Winter, Peterson ha fornit a Martin algunes traduccions al valirià que seran usades per l'autor.
Les frases valar morghulis i valar dohaeris, es van convertir en la base d'algunes terminacions gramaticals de la llengua. Una altra paraula, trēsy, que significa 'fill', va ser encunyada a partir del nom del seguidor número 3000 de Peterson a Twitter.

### Escriptura i vocabulari
D'altra part, Peterson no ha creat encara un sistema d'escriptura específic per a l'alt valirià, però ha comentat que va estar considerant la possibilitat de crear una cosa similar al sistema jeroglífic egipci, no en aparença però sí en termes funcionals. No obstant això, en la tercera temporada en l'episodi L'ós i la donzella, es mostra a Talisa escrivint una carta en valirio mitjançant alfabet llatí, puix que d'acord amb Peterson, «no val la pena crear tot un sistema d'escriptura per al que és tan sols una instatània momentània».
Al principi del juny de 2013, el vocabulari creat de l'alt valirià constava de 667 paraules.

## Descripció lingüística

### Fonologia
El quadre de fonemes consonàntics de l'alt valirià és format per les següents unitats:
|             | Labial       | Coronal              | Palatal           | Vetllar              | Uvular               | Glotal |
| ----------- | ------------ | -------------------- | ----------------- | -------------------- | -------------------- | ------ |
| Oclusiva    | p /p/, b /b/ | t /t/, d /d/         | j /dʒ~j~ʒ/alj /ʎ/ | k /k/, g /ɡ/         | q /q/                |        |
| Fricativa   | v /v~w/a     | s /s/, z /z/th /θ/b  | j /dʒ~j~ʒ/alj /ʎ/ | gh /ɣ~ʁ̝/ckh /x~ɣ~h/b | gh /ɣ~ʁ̝/ckh /x~ɣ~h/b | h /h/  |
| Aproximante | v /v~w/a     | r /r/, rh /r̥/, l /l/ | j /dʒ~j~ʒ/alj /ʎ/ |                      |                      |        |
| Nasal       | m /m/        | n /n~ŋ~ɴ/d           | ñ /ɲ/             | n /n~ŋ~ɴ/d           | n /n~ŋ~ɴ/d           |        |

Notes:
a. < v > i < j > varien al·lòfonicament entre una aproximant i una fricativa segons els parlants i del context fonètic.
b. < th > i < kh > no apareixen en paraules natives valirias, sinó només en alguns pmanlleus, com el terme dothraki arakh.
c. < gh > pot ser una vetllar fort per a alguns parlants, o una uvular per a uns altres, responent a variants regionals i no a diferències fonèmiques.
d. < n > s'assimila de manera natural al lloc d'articulació de la següent consonant quan és vetllar o uvular.
Tocant als fonemes vocàlics es diferencien les següents unitats:
|         | Anterior                 | Central      | Posterior    |
| ------- | ------------------------ | ------------ | ------------ |
| Tancada | ī, i [‌iː, i]ȳ, i [‌yː, i] |              | ū, o [‌uː, o] |
| Mitjana | ē, e [‌eː, e]             |              | ō, o [‌oː, o] |
| Oberta  |                          | ā, a [‌aː, a] | ā, a [‌aː, a] |

Les vocals amb un macrón sobre elles (ī, ȳ, ū, ē, ō i ā) són vocals llargues, per la qual cosa la seva durada és doble que les vocals curtes (sense màcron). En alt valirià, algunes paraules es distingeixen únicament per la quantitat vocàlica (com succeeix en llatí o grec clàssic). Les vocals arrodonides < ȳ > i < i > es poden elidir alt valirià modern, i de fet han desaparegut en totes les llengües descendents modernes. Com a resultat, encara que el primer nom en Daenerys Targaryen s'articulat generalment com [dǝ.ˈnɛː.ɹɪs] en la versió televisiva adaptada de Joc de Trons, la pronunciació completa en alt valirià és més pròxima a [ˈdae̯.ne.ɾys], amb un diftong en la primera síl·laba i una vocal arrodonida en la darrera.